# Liste der Kulturdenkmäler in Allendorf (Frielendorf)
Die folgende Liste enthält die in der Denkmaltopographie ausgewiesenen Kulturdenkmäler auf dem Gebiet des Ortsteils Allendorf der Gemeinde Frielendorf, Schwalm-Eder-Kreis, Hessen.
Hinweis: Die Reihenfolge der Denkmäler in dieser Liste orientiert sich an der Anschrift, alternativ ist sie auch nach der Bezeichnung oder der Bauzeit sortierbar.
Kulturdenkmäler werden fortlaufend im Denkmalverzeichnis des Landes Hessen durch das Landesamt für Denkmalpflege Hessen auf Basis des Hessischen Denkmalschutzgesetzes (HDSchG) geführt. Die Schutzwürdigkeit eines Kulturdenkmals hängt nicht von der Eintragung in das Denkmalverzeichnis des Landes Hessen oder der Veröffentlichung in der Denkmaltopographie ab.

| Bild            | Bezeichnung                      | Lage                                                    | Beschreibung | Bauzeit                | Daten |
| --------------- | -------------------------------- | ------------------------------------------------------- | ------------ | ---------------------- | ----- |
| Bild gesucht BW | Gesamtanlage Allendorf           | Lage                                                    |              |                        |       |
| Bild gesucht BW | Hofanlage Dorfstraße 9           | Dorfstraße 9 LageFlur: 2, Flurstück: 24                 |              | 1801                   |       |
| Bild gesucht BW | Hofanlage Dorfstraße 10          | Dorfstraße 10 LageFlur: 2, Flurstück: 34/1              |              | 19. Jahrhundert        |       |
| Bild gesucht BW | Ernhaus Dorfstraße 11            | Dorfstraße 11 LageFlur: 2, Flurstück: 22/4              |              | 1826                   |       |
| Bild gesucht BW | Spritzenhaus                     | Dorfstraße 14 LageFlur: 2, Flurstück: 102/50 und 103/51 |              | frühes 20. Jahrhundert |       |
| Bild gesucht BW | Wohnhaus Dorfstraße 16           | Dorfstraße 16 LageFlur: 2, Flurstück: 53/1              |              | 1837                   |       |
| Bild gesucht BW | Ernhaus Dorfstraße 17            | Dorfstraße 17 LageFlur: 2, Flurstück: 14/1              |              | 1820                   |       |
| Bild gesucht BW | Hofanlage Dorfstraße 19          | Dorfstraße 19 LageFlur: 2, Flurstück: 10/1              |              | um 1800                |       |
| Bild gesucht BW | Wohnwirtschaftsgebäude Holzweg 1 | Holzweg 1 LageFlur: 2, Flurstück: 7                     |              | 1742                   |       |
| Bild gesucht BW |                                  | Klinge 12 LageFlur: 2, Flurstück: 40/1                  | [ 1 ]        |                        |       |
| Bild gesucht BW |                                  | Klinge 16 LageFlur: 2, Flurstück: 48/2                  | [ 1 ]        |                        |       |